# Asociación de Fútbol de Bermudas
La Asociación de Fútbol de Bermudas (en portugués Associação de Futebol Bermudiano; en inglés Bermuda Football Association) es el organismo que rige al fútbol en Bermudas. Fue fundada en 1928, afiliada a la FIFA y a la CONCACAF en 1962. Está a cargo de la Liga Premier de Fútbol de las Bermudas, la selección de fútbol de Bermudas y la selección femenina de fútbol de Bermudas además de todas las categorías inferiores.

## Competiciones
| Competición                  | Campeón actual               |
| ---------------------------- | ---------------------------- |
| Liga Premier de Bermudas     | North Village Rams (2024-25) |
| Primera División de Bermudas | X-Roads Warriors (2024-25)   |
| Copa FA de Bermudas          | North Village Rams (2024-25) |
| Friendship Trophy            | Dandy Town Hornets (2024-25) |
| Dudley Eve Trophy            | Hamilton Parish (2024)       |
| Women's League (femenil)     | Lady Trojans (2023)          |